# Гомстедская стачка
Гомстедская (Хомстедская, Хоумстедская) стачка (Homestead Strike, или Homestead Steel Strike) — забастовка на Хоумстедском металлургическом заводе в городе Хомстед, пригород Питтсбурга, штат Пенсильвания, США, которая произошла в июне — ноябре 1892 года и стала одним из самых острых конфликтов в истории рабочего движения США конца XIX века. Причиной забастовки стал локаут, объявленный 30 июня в ответ на протесты рабочих, входивших в Объединённую ассоциацию работников железоделательной и сталелитейной промышленности, против требования компании по снижению заработной платы. В забастовке приняли участие около 8000 человек. 12 июля в город были введены войска, однако рабочие продолжали борьбу до 20 ноября. Забастовка потерпела поражение, значительную роль в котором сыграл отказ руководства Американской федерации труда поддержать забастовщиков.

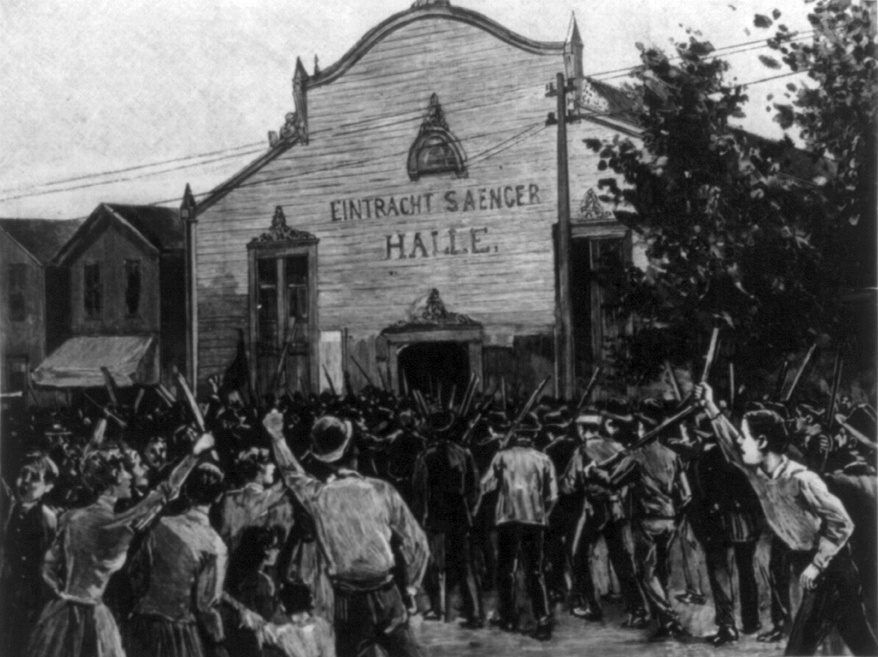
Толпа атакует бойцов детективного агентства Пинкертона. Ксилография из газеты Harper’s Weekly.

## Хоумстедский металлургический завод
Хоумстедский металлургический завод был построен в городке Хомстед (Пенсильвания), штат Пенсильвания, в начале 1880-х годов. В 1883 году его приобрёл бизнесмен Эндрю Карнеги. Завод стал частью его металлургической компании Carnegie Steel Company. Завод, который изначально был ориентирован на выпуск железнодорожных рельсов, при Карнеги был модернизирован и перепрофилирован на выпуск в первую очередь листопроката для бронированных кораблей. В 1880-х годах в связи с развитием завода население Хомстеда значительно возросло. Если в 1880 году, когда завод начал свою работу, население города составляло около 2000 человек, то в 1892 году оно составляло уже 12000 человек. Примерно 4000 человек работало на металлургическом заводе.

## Предыстория
В 1889 году Объединённая ассоциация рабочих железоделательной и сталелитейной промышленности, представлявшая интересы рабочих Хоумстедского металлургического завода, подписала с руководством завода коллективный договор. 1 июня 1892 года срок действия коллективного договора истекал, и должен был быть подписан новый коллективный договор. В 1891 году Карнеги решил снизить заработную плату на заводе. Это привело к митингам, организованным Объединённой ассоциацией рабочих железоделательной и сталелитейной промышленности. Весной 1892 года компания проинформировала Ассоциацию о том, что собирается по новому коллективному договору снизить заработную плату на заводе. Карнеги также собирался прекратить на заводе деятельность каких-либо профсоюзов.

## Начало конфликта
Сам Карнеги в апреле 1892 года уехал из Америки в Шотландию и во время забастовки находился там в своём роскошном имении. Однако есть все основания считать, что он был хорошо осведомлён о событиях во время забастовки.
В конце мая 1892 года руководитель завода Генри Клей Фрик приказал конторе завода предупредить Ассоциацию о снижении заработной платы по новому коллективному договору. Профсоюз отказался принять снижение зарплаты. В конце июля 1892 года Фрик заявил, что, поскольку Ассоциация отказалась от требований завода, руководство компании не будет сотрудничать с профсоюзом, и объявил локаут. В ответ на это рабочие объявили забастовку. Вокруг завода был установлен забор с колючей проволокой, для работы на заводе были привлечены штрейкбрехеры — рабочие, которые не были членами профсоюза.

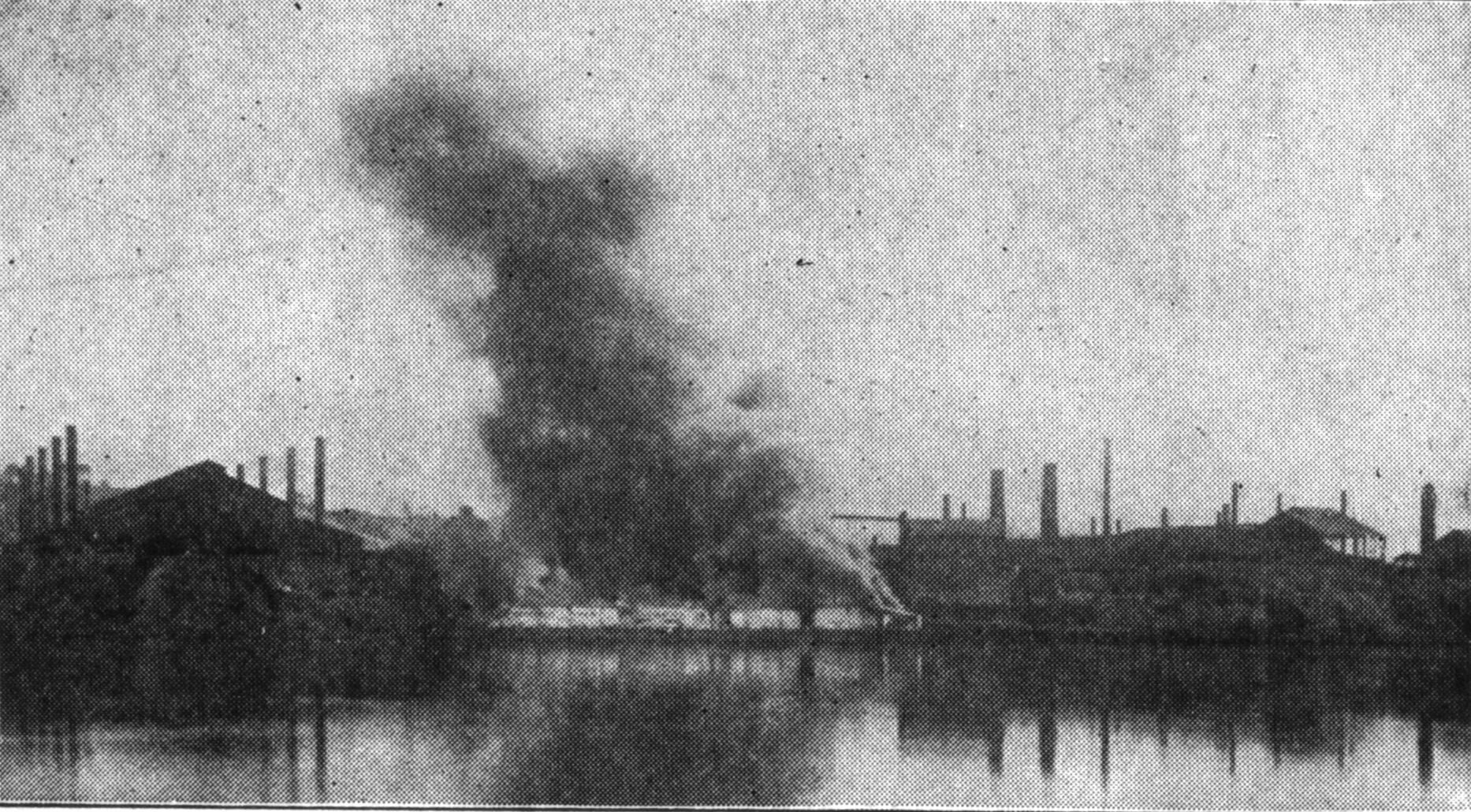
Одна из барж, на которой прибыли бойцы агентства Пинкертона для противодействия рабочим Хоумстедского металлургического завода. Фото.

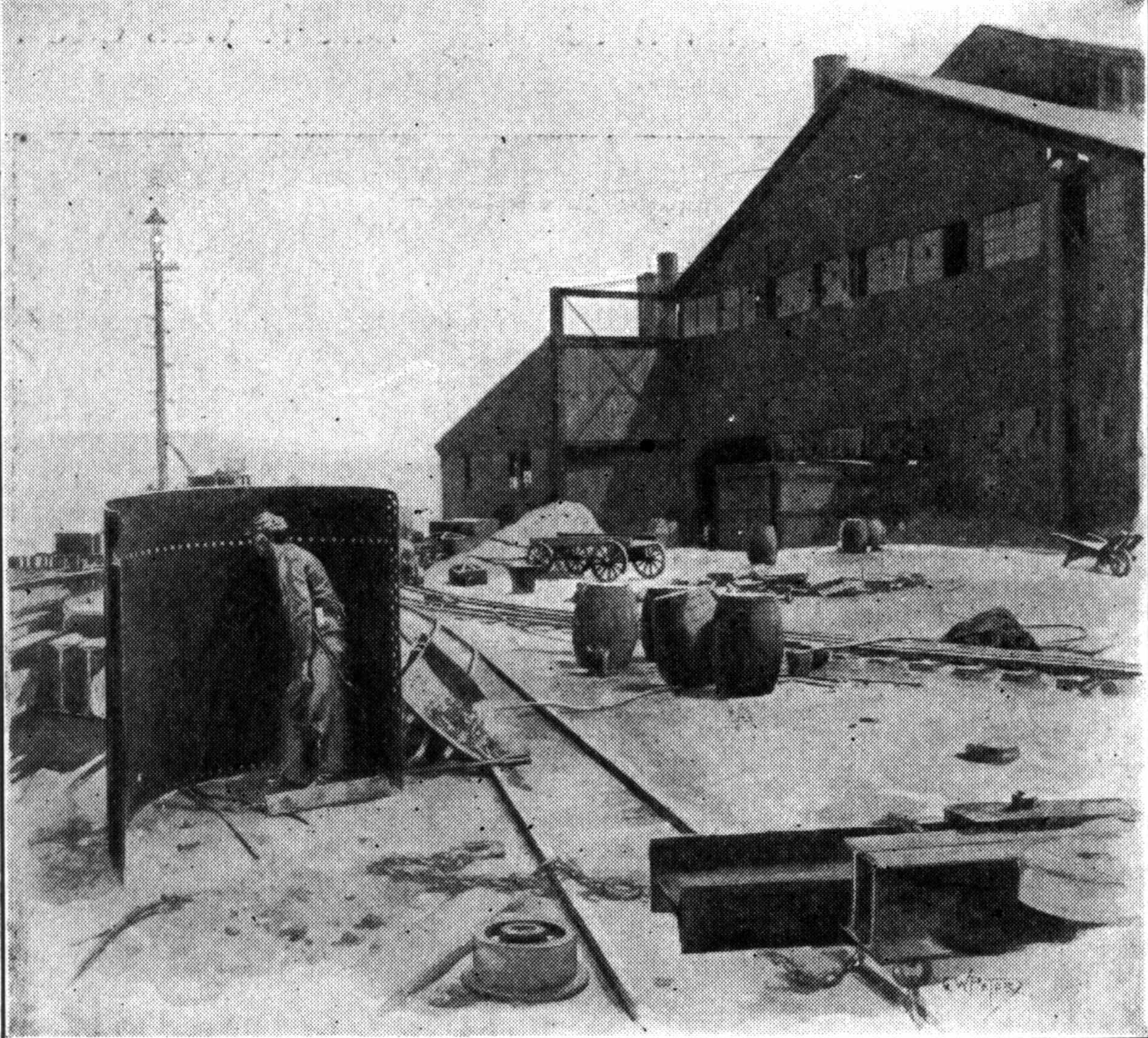
Рабочий металлургического завода во время обстрела скрывается за прокатным листом и смотрит на бойцов агентства Пинкертона через отверстия для заклёпок.

## Развитие событий
В ночь на 5 июля 1892 года 300 бойцов частного детективного Агентства Пинкертона, нанятого руководством завода для борьбы с рабочими, прибыли поездом на запад Пенсильвании, где пересели на две баржи и по реке Мононгахила отправились в Хомстед. Они должны были высадиться на берег ночью, незаметно для рабочих. Однако баржи были замечены караулом рабочих, поднявшим тревогу и созвавшим рабочих завода к пристани. Утром бойцы детективного агентства попытались высадиться на берег, однако сотни горожан, часть из которых была вооружена ружьями времён Гражданской войны, были готовы противодействовать этой высадке.
6 июля при попытке бойцов-пинкертоновцев высадиться на берег между ними и рабочими состоялся бой, который не позволил последним высадиться на берег. Во время боя с обеих сторон было убито и ранено несколько человек. В течение дня жители города пытались атаковать баржи, на поверхность реки у барж была перекачена нефть с целью таким способом поджечь их. Вечером кто-то из лидеров профсоюза убедил рабочих позволить наёмникам сдаться.
Для боевиков-пинкертоновцев был создан коридор, через который они были переведены в местный театр, чтобы ожидать местного шерифа, который должен был их арестовать. Во время этого перехода жители города швыряли в бойцов камнями и ранили некоторых. Однако прибывший той же ночью шериф не арестовал ни одного из бойцов детективного агентства и отпустил их.
Профсоюзы в нескольких городах, в частности, в близлежащем Питтсбурге и в Бивер-Фолсе, объявили забастовки солидарности с рабочими Хомстеда. Однако Американская федерация труда не поддержала забастовку в Хомстеде.
Г. Фрик заявил, что руководство завода не будет иметь никаких дел с профсоюзом. 12 июня в Хомстед прибыла пенсильванская полиция. 22 июня завод возобновил работу, используя штрейкбрехеров.

## Покушение на Фрика
Через месяц на Г. Фрика было совершено покушение. В его кабинет в Питтсбурге с якобы деловым визитом пришёл посетитель. Зайдя в кабинет Фрика, он дважды выстрелил в него. Террористом был анархист из России, еврей по происхождению, Александр Беркман, который не имел ничего общего с рабочими Хоумстедского завода, а своим терактом пытался пропагандировать свои идеи анархизма. Фрик не умер, а был лишь ранен. Это покушение было в дальнейшем использовано для дискредитации всего рабочего движения Америки.

## Последствия противостояния
Забастовка, продолжавшаяся до 20 ноября, оказалась безрезультатной. Рабочие завода приступили к работе. Лидеры профсоюза были арестованы, однако не были осуждены.
Карнеги, вернувшийся из Шотландии, избегал встреч с журналистами. Позже он объяснял, что не имел отношения к вооружённому противостоянию в Хомстеде, однако его репутации хорошего работодателя был нанесён удар.